# Urbania (película)
Urbania es una película de 2000 independiente basada en la obra Urban Folk Tales. Se estrenó en el Festival de Cine de Sundance 2000.

## Recepción
Tuvo un 73% de aprobación en Rotten Tomatoes, de 27 comentarios.

## Lanzamiento
Fue lanzada en Región 1 el 13 de marzo de 2001 en DVD.